# Derodontus trisignatus
Derodontus trisignatus är en skalbaggsart som först beskrevs av Mannerheim 1852.  Derodontus trisignatus ingår i släktet Derodontus och familjen barrlusbaggar. Inga underarter finns listade i Catalogue of Life.